# Лахами
Лахами (груз. ლახამი) — село в Грузии, на территории Местийского муниципалитета края (мхаре) Самегрело-Верхняя Сванетия.

## География
Село находится в северо-западной части Грузии, на правом берегу реки Ненскры (правый приток Ингури), на расстоянии приблизительно 43 километров (по прямой) к западу от посёлка городского типа Местиа, административного центра муниципалитета. Абсолютная высота — 715 метров над уровнем моря.

## Население
По результатам официальной переписи населения 2014 года в Лахами проживало 168 человек (87 мужчин и 81 женщина). В национальной структуре населения грузины составляли 100 %.
| Год  | Население, человек |
| ---- | ------------------ |
| 2002 | 229                |
| 2014 | ↘ 168              |